# وتدية جامدة
وتدية جامدة (الاسم العلمي: Corynebacterium durum) هي نوع من البكتيريا تتبع جنس الوتدية من فصيلة الوتديات.